# تشاه أنصاري
تشاه أنصاري (بالإنجليزية: Chah-e Ansari)‏ هي مستوطنة تقع في قسم زيبد الريفي في إيران.